# Święto Cytryny
Święto Cytryny (fr. Fête du Citron) – święto obchodzone corocznie pod koniec zimy przez Urząd Turystyki w miejscowości Mentona we Francji od połowy XX wieku. 

## Historia
W I połowie XIX wieku Mentona, podobnie jak inne miejscowości na Lazurowym Wybrzeżu, stała się popularnym celem przyjazdów zamożnych turystów z kraju i zagranicy. Aby przyciągnąć więcej zamożnych klientów, właściciele hoteli wystąpili w 1895 do władz miejskich z prośbą o organizację w miesiącach zimowych nowych imprez kulturalnych, stylizowanych na tradycyjne święta ludowe. W 1929 najważniejszym takim świętem stała się wystawa drzewek cytrynowych oraz owoców w ogrodach Hotelu Riwiera. Wybór cytryn wynikał z faktu, że region Mentony był w tym okresie największym producentem tych owoców w Europie. 
W 1930, w związku z wielkim sukcesem wystawy, część imprezy została przeniesiona na ulicę - zamiast tradycyjnej wystawy odbyła się defilada wozów z drzewkami, owocami i całymi konstrukcjami wznoszonymi z układanych jedna na drugiej cytryn. Od 1934 rada miejska łączyła wystawę cytryn z imprezami promującymi lokalne tradycje i stroje Mentony. W tym samym roku pojęcie la Fête du Citron zostało zarejestrowanym znakiem handlowym. Dwa lata później Święto Cytryny zaczęło odbywać się w parku Biovès, gdzie ma miejsce do tej pory. Na tę okoliczność rzeźbiarz François Ferrié wykonał w różnych miejscach parku dodatkowe dekoracje z motywem cytryny.

## Obchody
Tradycyjnie główną atrakcją Święta Cytryny jest przejazd przez główne ulice miasta pojazdów, na których wystawione są dużych rozmiarów konstrukcje wznoszone z układanych jedna na drugiej cytryn. Są one następnie wystawiane w wyznaczonych punktach miasta. Wystawie cytryn towarzyszą pokazy strojów i koncerty muzyki regionalnej, targi rękodzieła ludowego oraz inne ekspozycje związane z tradycjami Mentony.